# Франсуа л'Олоне
Франсуа л'Олоне (фр. François l'Olonnais; бл. 1630 — бл. 1669), уроджений як Жан-Давид Но (фр. Jean-David Nau) — французький буканьєр (пірат), який діяв у Карибському басейні протягом 1660-х років.

## Біографія
У своєму описі 1684 року «Історія піратів Америки» Александр Ексквемелін зазначає, що л'Олоне народився в Ле-Сабль-д'Олонн у Франції. У 1650-х роках він вперше прибув до Карибського басейну як найманий працівник. До 1660 р. строк його відпрацювання завершився і він почав блукати різними островами, перш ніж прибув на Сан-Домінго (сучасне Гаїті) і став тут буканьєром. Він полював на кораблі з Іспанської Вест-Індії та Іспанського Мейна.
Через рік або два (датування життя л'Олоне дуже не точне) своєї піратської кар'єри л'Олоне зазнав корабельної аварії поблизу Кампече в Мексиці. На березі на залишки його екіпажа напав загін іспанських солдат, який знищив майже всіх піратів. Л'Олоне вдалось вижити тільки після того, як він вимазався в крові вбитих товаришів і заховався серед мертвих.
Після відходу іспанців л'Олоне за допомогою декількох біглих рабів дістався до острова Тортуга. Через деякий час він і його команда вже тримали місто в заручниках, вимагаючи викуп від його іспанських правителів. Після того, як губернатор Гавани відправив корабель із завданням приборкати піратів, л'Олоне захопив і обезголовив весь іспанський загін, залишивши в живих лише одну людину, з якою він відправив до Гавани своє повідомлення: «Відтепер я ніколи не дам і четвертака за будь-якого іспанця».

## Пограбування Маракайбо
У 1666 році л'Олоне об'єднав зусилля з колегою-буканьєром Мішелем ле Баском і відплив з Тортуги з флотом із восьми кораблів і екіпажем з 440 піратів для нападу на Маракайбо на території сучасної Венесуели. По дорозі л'Олоне зустрів корабель іспанського Срібного флоту і захопив його, разом із вантажем какао-бобів, дорогоцінними каменями та понад 260 тис. песо (іспанських доларів).

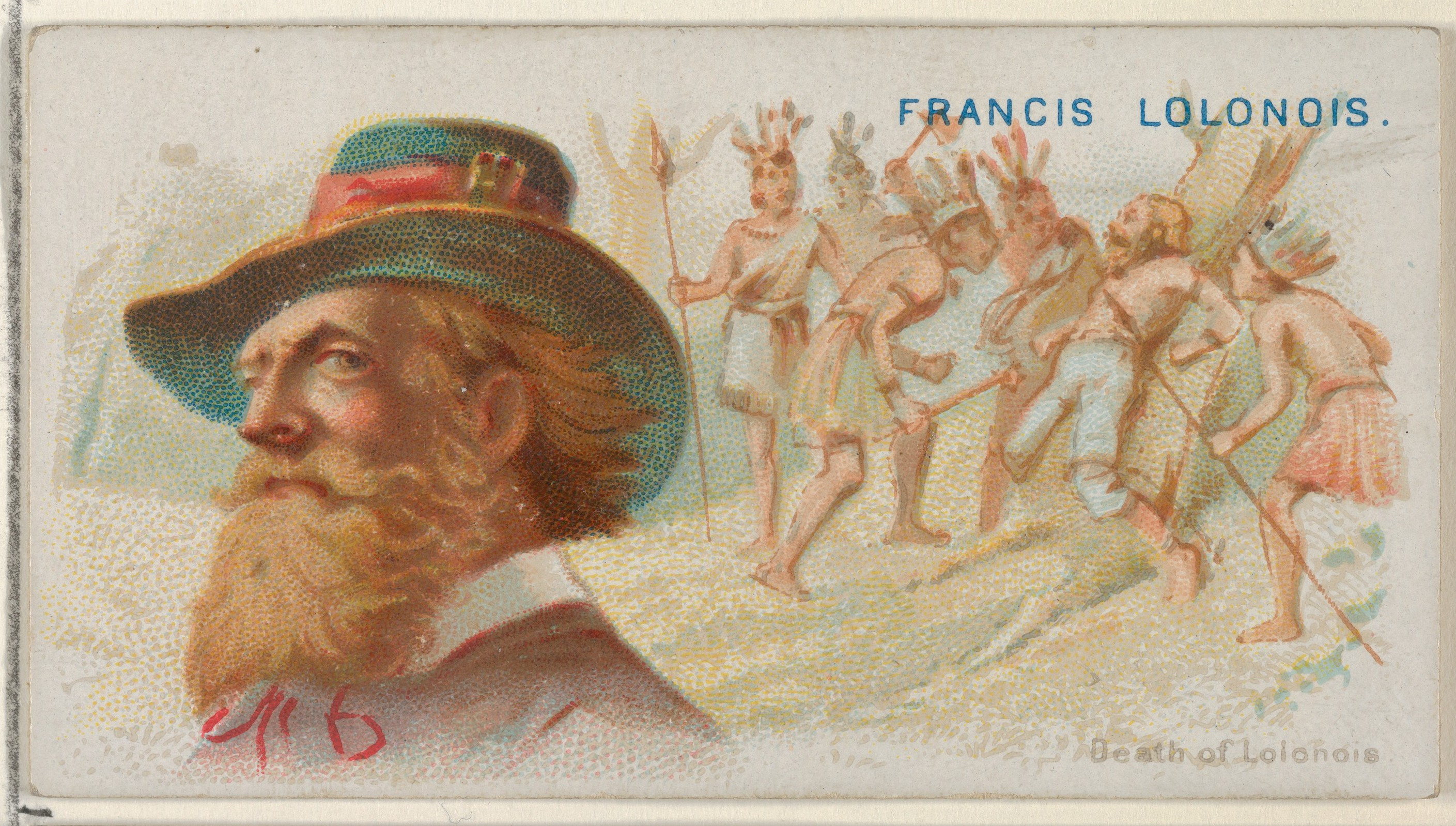
Френсуа л'Олоне. Загибель л'Олоне, із серії «Пірати Іспанії» (N19) для сигарет Allen & Ginter MET DP835031

У той час морську протоку до озера Маракайбо захищала розташована на мисі фортеця Сан-Карлос-де-ла-Барра з шістнадцятьма гарматами, яка вважалась неприступною. Проте Л'Олоне висадив свій загін на берег і напав на фортецю з суші, з її найменш захищеної сторони і захопив фортецю за кілька годин. Коли пірати почали пограбування міста, з'ясувалось, що більшість жителів встигло втекти, сховавши усі коштовності. Люди л'Олоне почали полювати на мешканців і катувати їх, щоб дізнатись місцеперебування їхнього майна. Вони також захопили гармати форту та зруйнували більшість оборонних стін міста, щоб забезпечити можливість поспішного відступу.
Сам л'Олоне був досвідченим садистом і його прийоми включали методичне відрізання з тіла живої людини шматків м'яса, спалювання жертви живцем або стискання голови жертви мотузкою з вузлами доти, доки очі жертви не вискакували з черепа.
Протягом наступних двох місяців л'Олоне та його люди грабували і ґвалтували жителів Маракайбо, а наприкінці спалили більшу частину міста, після чого рушили до Сан-Антоніо-де-Гібралтар на східному березі озера Маракайбо. Попри те, що у піратів було менше людей, ніж у захисників, нападники вбили 500 солдатів гарнізону Гібралтар і стали вимагати з міста викуп. Попри сплату обумовленого викупу (20 тис. песо і п'ятсот голів худоби), л'Олоне продовжував грабувати місто, загалом захопивши 260 тис. песо, дорогоцінне каміння, срібні вироби, шовку, а також партію рабів. Звістка про напад л'Олоне на Маракайбо і Гібралтар дійшла до Тортуги, і л'Олоне здобув репутацію лютого і жорстокого пірата. За свої дії він отримав прізвисько «Прокляття Іспанії» (фр. Fléau des Espagnols).

## Експедиція в Гондурас
Свою наступну експедицію л'Олоне здійснив до материкової частини Центральної Америки на чолі загону з 700 піратів у 1667 році. Пірати напали і пограбували Пуерто-Кавалло на узбережжі Гондурасу і звідти вирушили маршем до Сан-Педро. Дорогою люди л'Олоне потрапили у засідку великого загону іспанських солдатів і зазнали суттєвих втрат. Ледве врятувавшись під час нападу, л'Олоне захопив у полон двох іспанців. Ексквемелін написав:
«Він витягнув свою абордажну шаблю, розрубив нею груди одного з тих бідних іспанців і витягнувши своїми святотатськими руками його серце, почав кусати й рвати його зубами, як хижий вовк, говорячи іншому: я зроблю з тобою те саме, якщо ти не вкажеш мені шляху до міста».

Нажаханий вцілілий іспанець показав л'Олоне шлях до Сан-Педро. Проте залишки загону Л'Олоне не змогли захопити в місті значних цінностей і відступили до своїх кораблів. На зворотному шляху корабель л'Олоне сів на мілину на островах Кайос-Перлас біля узбережжя Нікарагуа. Не в змозі зняти свій корабель з мілини, вони попрямували вглиб країни в пошуках їжи та припасів. Звідси вони здійснили кілька атак на Кампече, Сан-Педро-Сулу та Гватемалу і намагалися дістатись внутрішніх міст Нікарагуа через річку Нікарагуа (сучасна Ель-Ріо-Гранде-де-Матагальпа) і були розбиті тубільцями регіону. Л'Олоне вдалось втекти і він вирішив добратись до Картахени в Колумбії. Але в районі затоки Дар'єн в сучасній Панамі його схопили тубільці з народності куна. Ексквемелін писав, що тубільці:
«…розірвали його живцем, і кидали його тіло, частину за частиною у вогонь, а попіл — у повітря; так, щоб від такого сумнозвісного, нелюдського створіння не залишилося ні сліду, ні пам'яті».
У якийсь момент незадовго до загибелі л'Олоне ненадовго відплив на Ямайку, щоб продати захоплений корабель. Його придбав у 1668 році Рок Бразиліано, який із Жилем де Лека відплив у рейд проти іспанців в складі флотилії на чолі з Генрі Морганом.

## У масовій культурі
Японська транслітерація л'Олоне (Ророноа) послужила джерелом для створення імені Ророноа Зоро в серії манги One Piece. У фільмі 1980 року "Острів " з'ясовується, що таємний анклав піратів існував триста років після того, як його заснував Жан-Давід Но (також відомий як Франсуа л'Олоне). Крім того, його південноамериканські подвиги могли бути частковим натхненням для персонажа Джефрі Торпа у фільмі «Морський яструб» (фільм 1940 року), якого зіграв Еррол Флінн.
Жан-Давид Но — один з дев'яти історичних піратів, з якими можна битися у відеогрі Sid Meier's Pirates! (2004 video game)